# Asesinato de Katherine y Sheila Lyon

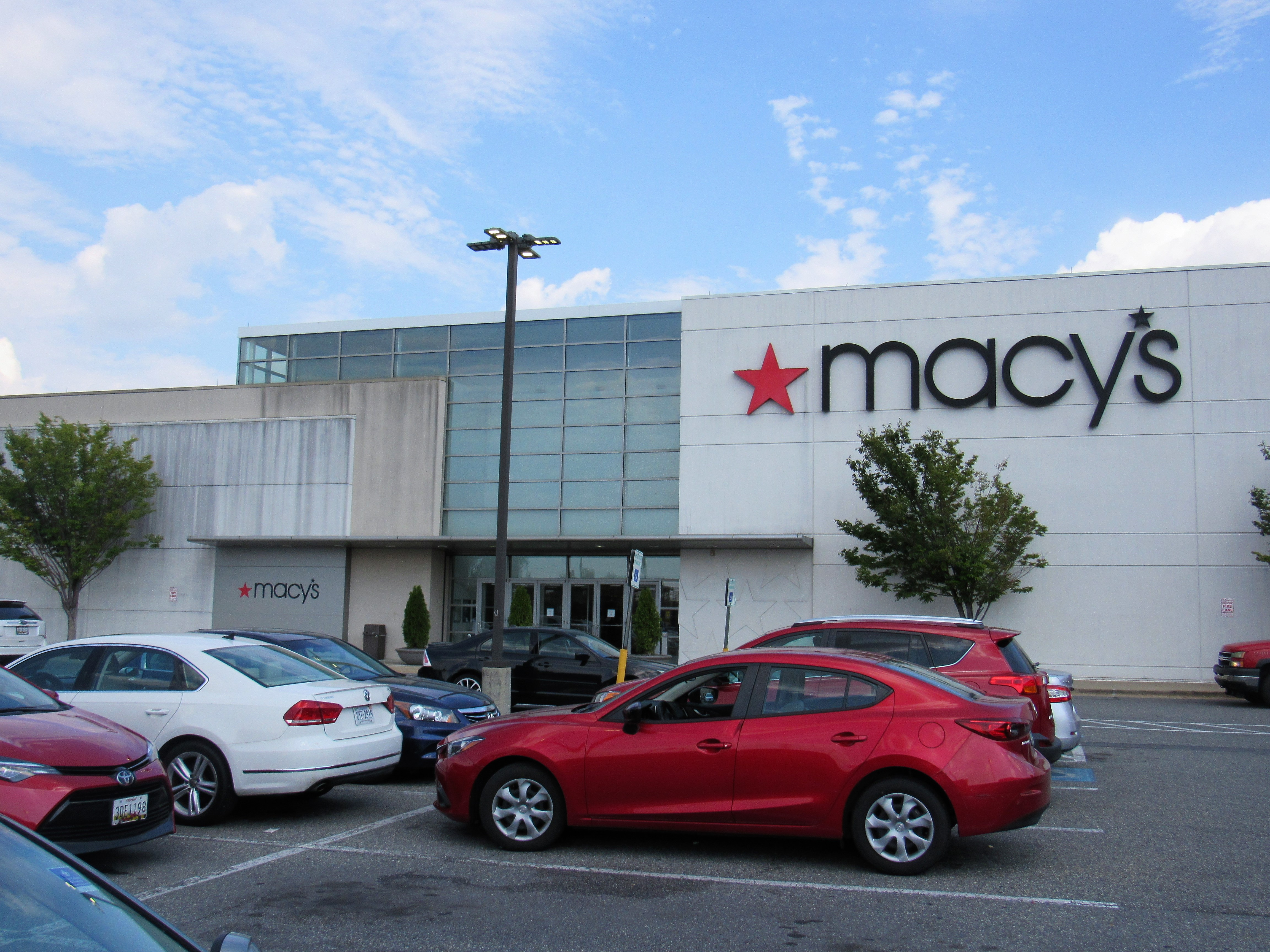
Imagen exterior del actual centro comercial Westfield Wheaton.

Katherine Mary Lyon (10 años) y Sheila Mary Lyon (12 años) fueron un par de hermanas estadounidenses que desaparecieron sin dejar rastro el 25 de marzo de 1975, cuando iban de camino a un centro comercial en Wheaton (Maryland), a las afueras de Washington D. C. Conocidas coloquialmente como las hermanas Lyon, su caso resultó en una de las investigaciones policiales más extensas de la historia del área metropolitana de Washington D. C.
En 2013, un equipo de investigadores de casos sin resolver de la policía del condado de Montgomery (Maryland) reanudaron las pesquisas del mismo enfocándose en Lloyd Lee Welch, Jr., que entonces cumplía una larga sentencia de prisión en Delaware por abuso sexual infantil, la culminación de un largo historial criminal que había comenzado unos años después de la desaparición de las niñas con un arresto por robo en su jurisdicción. En septiembre de 2017, Welch se declaró culpable de dos cargos de asesinato en primer grado por el secuestro y asesinato de las dos hermanas. Durante mucho tiempo había sido "uno de los casos sin resolver de más alto perfil en el área de DC". Los restos de las niñas nunca se han encontrado.
Los registros policiales muestran que, durante la investigación original, Welch, una semana después de la desaparición de las niñas, dijo falsamente a un guardia de seguridad del centro comercial visitado por las hermanas que había sido testigo de cómo estas se encontraban en compañía de un hombre. La descripción que Welch proporcionó del otro hombre coincidía con una proporcionada por los medios al público. Según esta, un hombre vestido de forma conservadora había hecho una demostración de un nuevo tipo de reproductor de casetes en el centro comercial mientras los niños y adolescentes, incluidas las hermanas Lyon, se reunían cerca de él. Poco después de que Welch contara esta historia al guardia de seguridad para tratar de hacer sospechar sobre otro hombre, fue interrogado en una comisaría. No llegó a pasar la prueba del detector de mentiras; admitió que había mentido, fue puesto en libertad y no volvió a ser interrogado hasta más de 38 años después.
Durante la reapertura del caso, la policía descubrió que una foto policial tomada a Welch en 1977 tenía un gran parecido con el boceto policial de un posible sospechoso que había sido visto mirando de forma inapropiada a las hermanas Lyon en el centro comercial. Los detectives empezaron a entrevistar a Welch en la cárcel; hizo declaraciones que lo implicaban aún más, aunque seguía protestando su inocencia. Uno de sus familiares les dijo que había ayudado a Welch a quemar dos pesadas bolsas de lona ensangrentadas en el condado de Bedford (Virginia). En julio de 2015, Welch fue acusado de los asesinatos de las niñas en ese lugar; se declaró culpable de asesinato dos años después.

## Antecedentes de la desaparición de las hermanas

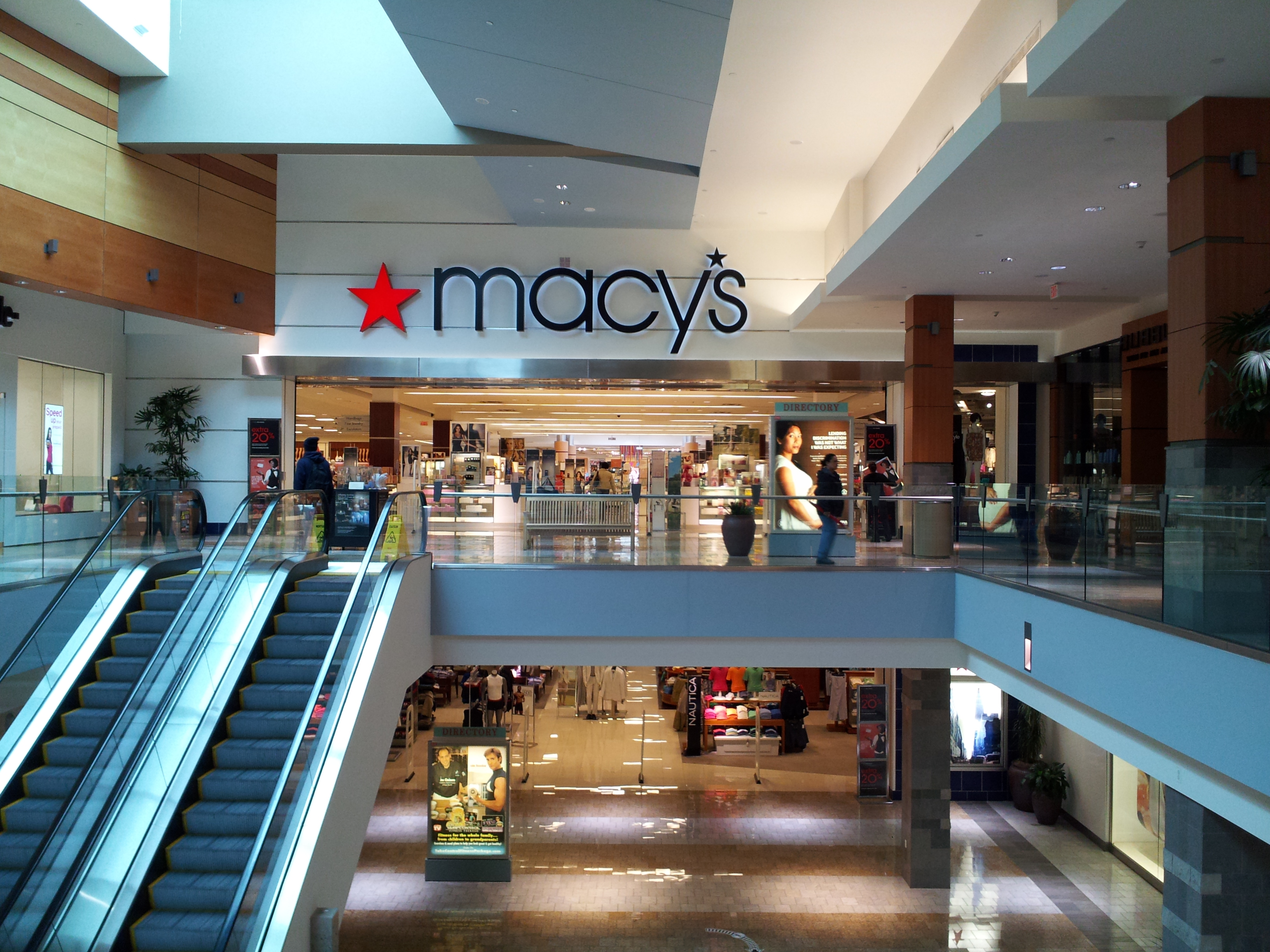
Imagen interior del actual centro comercial Westfield Wheaton.

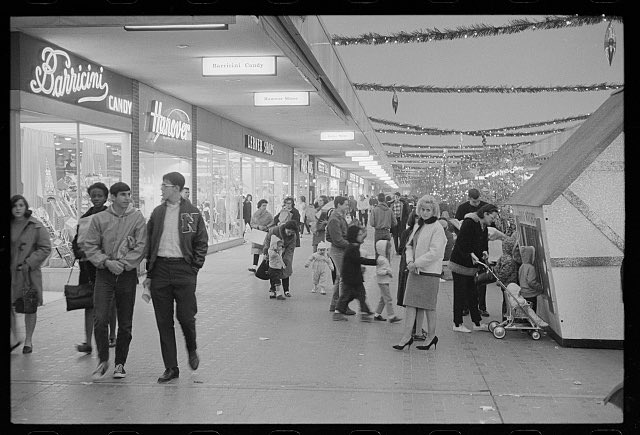
Imagen de archivo del antiguo centro comercial en 1965.

Las dos hermanas nacieron en Kensington (Maryland), hijas de John y Mary Lyon. Tenían un hermano mayor, Jay, que luego se convirtió en policía. Su padre, John Lyon, era una personalidad de la radio muy conocido en WMAL, una emisora de radio local propiedad de ABC Television en Washington. La desaparición de las hermanas continuó apareciendo en historias de alto perfil en los medios nacionales durante meses.
Cerca de su casa se encontraba el centro comercial Wheaton Plaza (luego Westfield Wheaton). El 25 de marzo de 1975, Katherine y Sheila Lyon caminaron hasta el centro comercial para ver las exhibiciones de Pascua. Eran sus vacaciones de primavera y planeaban almorzar en el Orange Bowl, una pizzería dentro del centro. Salieron de casa entre las 11 de la mañana y el mediodía. Su madre les había dicho que regresaran a casa a las 16 horas; cuando no llegaron a las 19 horas (tres horas más tarde de lo previsto) se llamó a la policía y se llevó a cabo una búsqueda exhaustiva. La policía se sintió lo suficientemente cómoda con la precisión de esta línea de tiempo como para divulgarla al público:
- 11-12 horas: las chicas salen de casa.
- 13 horas: un niño del vecindario ve a las dos hermanas juntas afuera del Orange Bowl hablando con un hombre no identificado, según lo que luego le dice a los investigadores.
- 14 horas: el hermano mayor de las niñas las ve en el Orange Bowl comiendo pizza juntas.
- 14:30-15 horas: un amigo ve a las chicas caminando hacia el oeste por una calle cerca del centro comercial, que habría sido una de las rutas más directas desde este hasta su casa. Último avistamiento de las hermanas confirmado por la policía.
- 16 horas: hora prevista de llegada a casa de las hermanas ordenado por su madre.
- 19 horas: se llama a la policía. Se inicia la investigación y una búsqueda activa por parte de profesionales.

## Investigación policial
Los testigos dijeron a la policía que las hermanas estaban en el centro comercial Wheaton Plaza aproximadamente a las 13 horas. Un niño del vecindario, que conocía a las hermanas, informó que las vio juntas afuera del Orange Bowl hablando con un hombre no identificado, de aproximadamente "6 pies de altura" (1,82 metros), de 50 a 60 años y vestido con un traje marrón. El hombre llevaba un maletín con una grabadora en el interior; también había otros niños alrededor que hablaban por un micrófono que él sostenía. La descripción del hombre por parte del testigo llevó a las autoridades a ver al desconocido como el principal sospechoso en el caso de las hermanas Lyon y se crearon dos bocetos compuestos del hombre.
La policía que investigó el caso siguió los informes de varias personas que dijeron haber reconocido el boceto del hombre desconocido con el maletín. Los informes de prensa indicaron que un hombre que coincidía con el dibujo fue visto unas semanas antes en el centro comercial Marlow Heights y en el centro comercial Iverson, ambos en el vecino condado de Prince George (Maryland). Estas personas informaron que se había acercado a varias chicas jóvenes y les había pedido que leyeran un mensaje del contestador automático escrito en una tarjeta en su micrófono de mano. La policía nunca reconoció públicamente un vínculo directo entre estos informes y la desaparición de las hermanas Lyon.
Después de la desaparición, una amiga de las hermanas Lyon, una niña que estaba en su grupo de edad, describió a los detectives cómo un hombre de cabello largo en el centro comercial había mirado a las niñas durante tanto tiempo y con tanta atención que ella lo confrontó. Un dibujante hizo un dibujo basado en su descripción: blanco, al final de la adolescencia o al comienzo de los veinte, acné en la cara, cicatrices en la mejilla izquierda, mal vestido. Ese boceto, sin embargo, parece no haber sido ampliamente difundido. La descripción de la amiga de las hermanas contrastaba marcadamente con la única descripción de un posible sospechoso que se hizo pública en 1975, la de la persona bien arreglada y vestida de forma conservadora que finalmente fue etiquetada como "hombre de la grabadora". Aparte de las grandes diferencias en los rasgos faciales, el cabello y la ropa, el hombre de pelo largo y el "hombre de la grabadora" tenían varias décadas de diferencia.
A medida que pasaban las semanas, numerosos grupos de voluntarios peinaron terrenos baldíos y lechos de arroyos buscando a las hermanas. La búsqueda continuó y la atención de los medios llegó a tal punto que el 23 de mayo de 1975, el vicegobernador de Maryland, Blair Lee III, ordenó a 122 miembros de la Guardia Nacional que participaran en la búsqueda de las niñas desaparecidas en un bosque del condado de Montgomery.
No se encontró rastro de las hermanas.

### Pistas falsas
El 7 de abril de 1975, aproximadamente dos semanas después de su desaparición, un testigo en Manassas (Virginia) informó haber visto a dos niñas que se parecían a Sheila y Katherine en la parte trasera de una camioneta Ford color beige de 1968. Declaró que las niñas estaban atadas y amordazadas en el vehículo. El conductor de la camioneta se parecía al hombre del boceto disponible públicamente del principal sospechoso. También afirmó que cuando el conductor vio al testigo que lo seguía, pasó un semáforo en rojo y aceleró hacia el oeste por la Ruta 234 hacia la Interestatal 66 en Virginia. La camioneta tenía matrícula de Maryland con la posible combinación "DMT-6 **". Los dos últimos números se desconocen debido a la flexión de la placa del automóvil. La combinación conocida se emitió en Cumberland, Hagerstown y Baltimore (todo en Maryland) en ese momento. Este supuesto avistamiento inspiró a un pequeño ejército de usuarios de radio de banda ciudadana móvil (CB) a rastrear el área durante toda la noche con comentarios y charlas continuas, pero sin resultados tangibles. Una búsqueda de números de matrícula coincidentes no produjo ninguna información. Aunque al principio el informe de este testigo se consideró creíble, y debido a ello se desató una tormenta mediática, la policía lo consideró más tarde "cuestionable".
La desaparición generó llamadas de psíquicos, extorsionistas y buscadores de atención. Inmediatamente después de la desaparición de las hermanas, se hicieron varias llamadas telefónicas a la familia Lyon de personas que decían tener a las niñas y se ofrecían a cambiarlas por el dinero del rescate. Uno comenzó con una voz masculina anónima el 4 de abril de 1975 y exigió que John Lyon dejara un maletín con 10 000 dólares dentro de los baños del juzgado de Annapolis (Maryland). La familia dejó solo 101 dólares, como lo indicaron los funcionarios encargados de hacer cumplir la ley, lo suficiente para convertir el crimen en un delito grave, pero el maletín nunca fue reclamado. Esta misma persona anónima llamó a John Lyon más tarde y dijo que había demasiada policía en el juzgado y que no podía recuperar el maletín. John Lyon dijo que tendría que escuchar las voces de las niñas antes de hacer cualquier otra cosa. Nunca volvió a contactarlos. Lloyd Welch informó haber visto a las niñas y a un hombre con un guardia del centro comercial una semana después de la desaparición. La policía tomó nota de su elaborada declaración. Sin embargo, cuando se le hizo una prueba del detector de mentiras, falló en la mayoría de sus respuestas y él y su informe fueron ignorados.

### Sospechosos
Fred Howard Coffey fue declarado culpable en 1987 por el maltrato, abuso sexual y asesinato por estrangulamiento de una niña de 10 años en Carolina del Norte en 1979, cumpliendo por ello una pena de cadena perpetua (después de que se anulara una sentencia de muerte anterior) en un prisión estatal. Las autoridades supieron que fue entrevistado para un trabajo (y posteriormente fue empleado) en Silver Spring (Maryland), seis días después de la desaparición de las hermanas Lyon. Silver Spring está a poca distancia de Wheaton Plaza. Los investigadores no pudieron podido determinar si Coffey estaba relacionado con el caso y nunca fue acusado de las desapariciones.
Raymond Rudolph Mileski Sr. fue otro posible sospechoso mencionado en los informes de prensa. Mileski residía en Suitland (Maryland) en 1975, no lejos de los centros comerciales del condado de Prince George que habían informado de que un hombre con un micrófono se acercaba a chicas jóvenes. En un desacuerdo familiar, Mileski asesinó a su esposa y a su hijo adolescente e hirió a otro hijo dentro de su casa en noviembre de 1977. Fue declarado culpable de los homicidios y sentenciado a 40 años de prisión. Sobre la base de los consejos de los informantes de la prisión y las afirmaciones del propio Mileski de saber algo sobre el caso de las hermanas Lyon, que se ofreció a compartir más a fondo a cambio de unas condiciones carcelarias más favorables, las autoridades registraron su antigua residencia en abril de 1982, pero no se descubrieron pruebas. Mileski murió en prisión en 2004.
John Brennan Crutchley también llegó a ser considerado sospechoso.

### Lloyd Welch
Como se mencionó anteriormente, Lloyd Welch proporcionó su propia versión de los hechos una semana después de la desaparición. El mismo día que los periódicos publicaron una descripción del hombre vestido de forma conservadora que llevaba un maletín con una grabadora de audio y un micrófono, Lloyd Welch regresó al centro comercial Wheaton Plaza y le dijo a un guardia de seguridad que tenía pruebas para el caso. Dijo que había visto a un hombre con una grabadora hablando con dos niñas y luego, obligando a estas a subir a un automóvil, según los registros judiciales. Los investigadores del condado de Montgomery fueron convocados al centro comercial y llevaron a Welch a una comisaría de policía cercana para entrevistarlo. Le hicieron una prueba de polígrafo. Cuando se le informó que había fallado, admitió que había proporcionado información falsa sobre haber presenciado el secuestro y fue puesto en libertad por la policía, según los documentos del caso. Se mecanografió un informe de una página y se colocó encima de la transcripción de la entrevista, con la palabra "mintió" escrita en la parte superior. Durante más de 38 años a partir de entonces, la información sobre la posible participación de Welch en el caso fue accesible solo a través de una búsqueda en los registros policiales.
A lo largo de los años, muchos detectives trabajaron en el caso sin resolver de las hermanas Lyon. Sin embargo, muchos se habían jubilado en 2013. El sargento Chris Homrock, después de años de revisar cada detalle del caso, se topó con la declaración de Lloyd Welch. No la había leído anteriormente. Críticamente, también notó que la fotografía policial de Welch coincidía aproximadamente con el boceto policial creado hacía unos 38 años.
Por los detalles del archivo, Homrock pensó que, como mínimo, Welch había presenciado el crimen, porque había descrito la cojera de Ray Mileski, y Homrock todavía no había descartado a Mileski. Sin embargo, Homrock también se enteró de que Welch había sido condenado por abuso de menores. Los detectives comenzaron a trabajar desde este nuevo ángulo y, después de hacer un trabajo de fondo, planearon una estrategia de entrevista. El 16 de octubre de 2013, tuvieron su primera entrevista con Welch. Temían que Welch no hablara con ellos; sin embargo, el primer día de esa entrevista, Welch habló con ellos durante muchas horas. A lo largo de este largo proceso de interrogatorio, Welch reveló inadvertidamente las verdades del crimen ocultas en sus elaborados marcos de mentiras al detective Dan Davis.
El primo de Welch, Henry Parker, dijo a los detectives en diciembre de 2014 que en 1975 se encontró con Welch en una propiedad en Taylor's Mountain Road, en Thaxton (Virginia). Parker dijo que ayudó a sacar dos bolsas de lona de estilo militar del vehículo de Welch. Cada bolsa "pesaba alrededor de 60 o 70 libras y olía a 'muerte'", según una declaración jurada de orden de registro, que se presentó y se selló en enero de 2015. Además, Parker dijo que las bolsas estaban cubiertas de manchas rojas. Sin conocer su contenido, Parker arrojó las bolsas al fuego.
En febrero de 2014, Welch fue nombrado abiertamente como persona de interés en el caso. La policía dijo que Welch, que tenía 18 años en 1975 y desde entonces fue condenado por violaciones en otros tres estados, había sido "visto 'prestando atención' a las hermanas".
Se descubrió una nueva pista el 20 de septiembre de 2014. La policía registró los bosques de Thaxton y entró en una casa en Hyattsville (Maryland), confiscando varios artículos. La casa era la de los padres de Welch, y él había vivido en el sótano. Aunque la evidencia estaba demasiado degradada para rastrear ADN, una habitación del sótano tenía todavía evidencia significativa de sangre; uno de los detectives utilizó la palabra "masacre" para describir la escena.
Más de un año después, en julio de 2015, Welch, que entonces cumplía una larga condena en Delaware por abuso de menores, fue acusado de homicidio grave en primer grado por su presunta participación en las muertes de Katherine y Sheila Lyon. También fue acusado de secuestro con la intención de profanar. Aún se desconoce la ubicación de los restos de las niñas. Si Welch hubiera sido llevado a juicio sin que los cuerpos de las niñas hubieran aparecido como prueba, habría sido el tiempo más largo transcurrido entre un asesinato y un juicio en una condena por asesinato sin cuerpo.
Finalmente, en septiembre de 2017, Welch se declaró culpable de dos cargos de asesinato en primer grado por el secuestro y asesinato de Katherine y Shelia Lyon en 1975. Recibió dos sentencias de 48 años por los dos cargos de asesinato grave en primer grado que enfrentaba, cumpliendo simultáneamente las sentencias.